# Musée National de la Porcelaine A. Dubouché

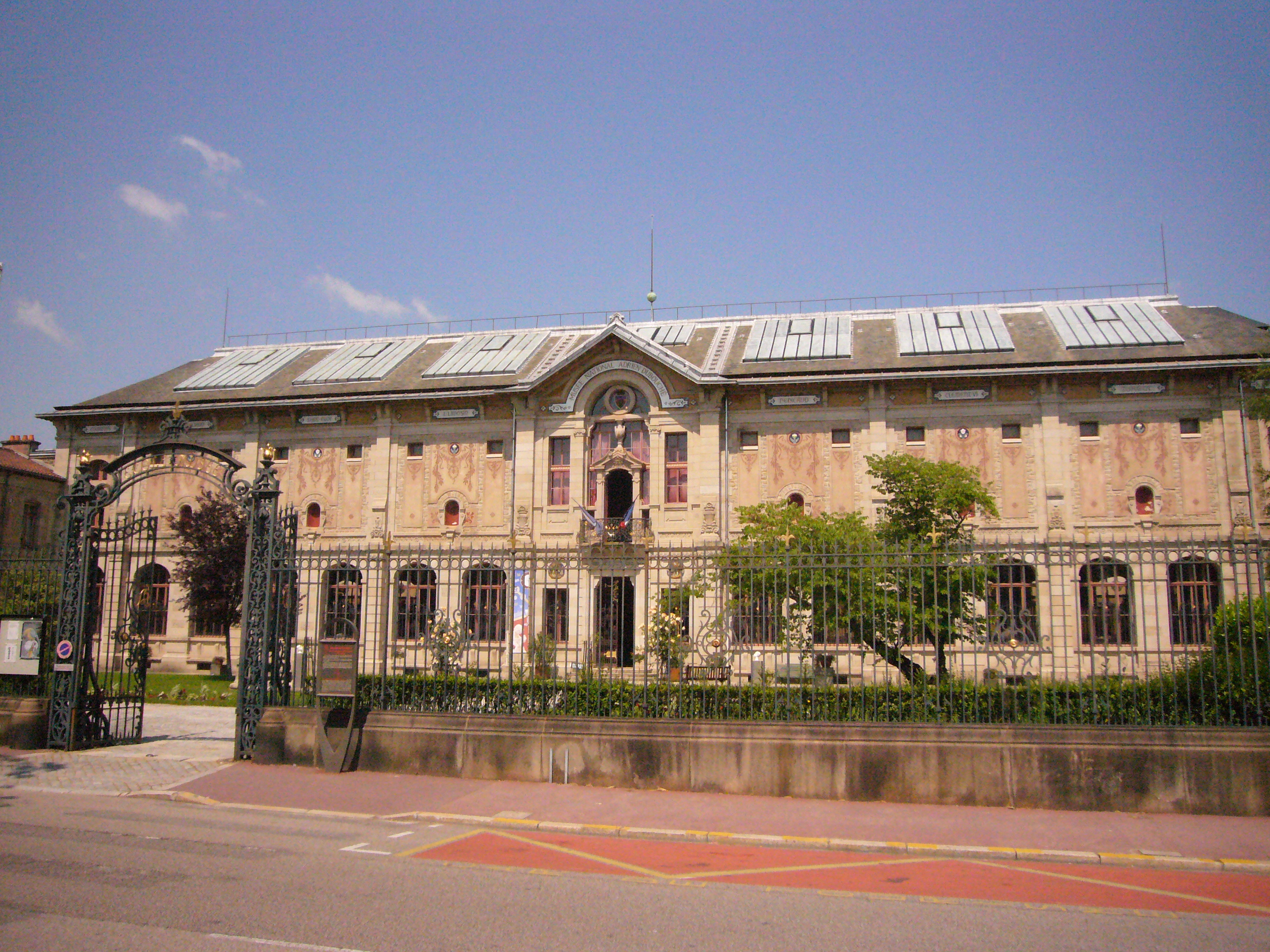
Musée National de la Porcelaine A. Dubouché

Het Musée National de la Porcelaine A. Dubouché is het nationale porseleinmuseum in Limoges in het departement Haute-Vienne in Frankrijk.
Dit museum, in 1867 opgericht door de verzamelaar Adrien Dubouché, herbergt de op een na rijkste collectie keramiek van Frankrijk; samen met het Musée national de Sèvres vormt het de Cité de la céramique Sèvres & Limoges.
Er worden circa 10 000 stukken tentoongesteld. Aan de hand hiervan wordt een inzicht gegeven in de geschiedenis, de techniek en de productie van aardewerk en porselein.
Tal van culturen uit oost en west zijn in de collectie vertegenwoordigd zoals: de Griekse en Romeinse oudheid, China, Japan, Peru, Noord-Afrika en alle Europese landen.
Er is een zeer belangrijke collectie porselein van Limoges, vanaf het begin (eind 18de eeuw) tot heden te zien.
Het museum heeft ook een verzameling hedendaags porselein.